# メリー・クリスマス (マライア・キャリーのアルバム)
『メリー・クリスマス』 (Merry Christmas) は米国の歌手、マライア・キャリーが1994年11月にリリースした4枚目のスタジオアルバム。

## 概要
いわゆるクリスマス・ソングばかりをあつめたアルバムだが、日本では「恋人たちのクリスマス」がフジテレビ系ドラマ『29歳のクリスマス』に起用され、日本でのアルバムセールスは200万枚を超えた（オリコン調べ）。2001年時点で日本では約270万枚を売り上げている。
全米のアルバムチャートBillboard 200では最高位3位、通算116週チャート入りした。
このアルバムは、クリスマス・アルバムでありながら、アメリカで800万枚、世界中で推計1,350万枚という驚異的な売上げを記録し、史上最も成功したクリスマス・アルバムのひとつとなっている。
「恋人たちのクリスマス」は、アルバムとともにアメリカ、イギリスなどを中心にクリスマスシーズンになると現在でもダウンロードなどで売れ続けており、世界各国でクリスマスのスタンダードとなりつつある。また、2003年公開の映画『ラブ・アクチュアリー』の中で、登場人物の一人が「恋人たちのクリスマス」を歌う場面がある。さらにマイ・ケミカル・ロマンスなど複数のアーティストによってカヴァーされている。
2005年、CD・DVD2枚組でライブ映像や未発表リミックスなどを追加した新装版が発売されている。
2017年にはリリースから25周年を記念したデラックス・エディションが発売。

## 収録曲
1. Silent Night（きよしこの夜） – 3:41
2. All I Want for Christmas Is You（恋人たちのクリスマス）– 4:01
3. O Holy Night  – 4:27
4. Christmas (Baby Please Come Home) – 2:35
5. Miss You Most (at Christmas Time) – 4:32
6. Joy to the World（もろびとこぞりて～ジョイ・トゥ・ザ・ワールド） – 4:20
同名異曲のメドレー曲。後半はスリー・ドッグ・ナイトの代表曲。
7. Jesus Born on This Day – 3:43
8. Santa Claus Is Comin' to Town（サンタが街にやってくる） – 3:24
9. Hark! the Herald Angels Sing / Gloria (in Excelsis Deo) – 3:01
10. Jesus Oh What a Wonderful Child  – 4:26
11. God Rest Ye Merry Gentlemen  – 1:18
ボーナストラック